# Enkheljāwōn
Enkheljāwōn (in Linear B e-ke-ra2-wo) war eine hochstehende Person, möglicherweise der König (wanaks), im mykenischen Reich von Pylos zur Zeit, als der Palast von Pylos kurz nach 1200 v. Chr. zerstört wurde.

## Überlieferung
Der Name Enkheljāwōn begegnet auf Linear-B-Tontafeln aus dem Archiv des Palasts von Pylos in Messenien. Sie wurden in den letzten Monaten vor Zerstörung des in voller Blüte stehenden Palastes geschrieben, stammen somit aus dem Beginn des 12. Jahrhunderts v. Chr.
Enkheljāwōn besaß zwei große bepflanzte Landgüter mit jeweils über tausend Weinstöcken und Feigenbäumen (PY Er 880). Der Umfang dieser beiden Landgüter scheint größer als das königliche Landgut (wanakteros temenos) gewesen zu sein. Zudem verfügte er über 40 Ruderer (PY An 610), während dem lāwāgetās, dem zweithöchsten Rang in der pylischen Hierarchie, 20 Ruderer zustanden. In einer Opferliste für den Gott Poseidon (myk. Poseidāhōn) ist er einer der vier Spender, wobei er 384 Liter Getreide, 86,4 Liter Wein, einen Stier, 10 Käse, ein Schafvlies und 4,8 Liter Honig beisteuern musste, was in etwa die Hälfte der insgesamt aufgelisteten Opfergaben umfasst (PY Er 880).

## Deutung
Der Kontext und die Tatsache, dass er mit Abstand die reichste genannte Person in den pylischen Täfelchen ist, legen den Schluss nahe, dass er der König (wanaks) war. Diese Meinung vertreten u. a. John Chadwick, Thomas G. Palaima und Stefan Hiller, während Pierre Carlier und andere die Identifizierung ablehnen.

## Name
Die mykenische Schreibweise e-ke-ra2-wo (Genitiv: -wo-no; Dativ: -wo-ne) wurde in der älteren Forschung als Ekhelāwōn interpretiert und mit dem altgriechischen Namen Echelaos („Schützer des (Kriegs-) Volks“) verglichen. Da das Zeichen ra2 aber Palatalisierung andeutet, wird heute eher Enkheljāwōn gelesen, obschon auch noch andere Lesungen möglich sind. Der Name konnte bis jetzt nicht zufriedenstellend sprachlich gedeutet werden.